# León (Nueva York)
León es un pueblo ubicado en el condado de Cattaraugus en el estado estadounidense de Nueva York. En el año 2000 tenía una población de 1.380 habitantes y una densidad poblacional de 14.7 personas por km². Su nombre se deriva del Reino de León.

## Geografía
Leon se encuentra ubicado en las coordenadas 42°18′2″N 79°0′11″O / 42.30056, -79.00306.

## Demografía
Según la Oficina del Censo en 2000 los ingresos medios por hogar en la localidad eran de $30,333, y los ingresos medios por familia eran $32,946. Los hombres tenían unos ingresos medios de $25,625 frente a los $22,266 para las mujeres. La renta per cápita para la localidad era de $10,189. Alrededor del 35.1% de la población estaban por debajo del umbral de pobreza.